# Покорний Григорій Михайлович
Григорій Михайлович Покорний (? — ?) — український радянський діяч, народний комісар соціального забезпечення Української СРР.

## Біографія
Член РСДРП(б) з 1907 року.
28 квітня — 28 травня 1920 року — голова виконавчого комітету Полтавської губернської ради.
З квітня по 26 липня 1920 року — голова виконавчого комітету Кременчуцької губернської ради і голова президії виконавчого комітету Кременчуцької міської ради. У вересні 1920 року — голова виконавчого комітету Кременчуцької губернської ради.
У липні 1926 — 29 травня 1934 року — народний комісар соціального забезпечення Української СРР.
Подальша доля невідома.